# Międzynarodowa Agencja Energetyczna
Międzynarodowa Agencja Energetyczna (MAE, w ang. International Energy Agency – IEA) – organizacja międzynarodowa z siedzibą w Paryżu, afiliowana przy Organizacji Współpracy Gospodarczej i Rozwoju (pol. OWGR, ang. OECD) 18 listopada 1974 roku podczas wychodzenia z kryzysu naftowego. MAE jest założona dla celów zapobiegania przerwom w dostawach ropy naftowej, jak również działa jako źródło informacji o statystykach dotyczących międzynarodowego rynku ropy i innych sektorów energetycznych. Do innych celów MAE należy promocja i rozwój alternatywnych źródeł energii, racjonalnych polityk energetycznych, a także wielonarodowej współpracy w zakresie technologii energetycznych.
Do prac MAE należą również badania, rozwój i wprowadzenie na rynek nowych technologii związanych z energetyką – szczególnie technologii związanych z odnawialnymi źródłami energii oraz ze współpracą międzynarodową. MAE stanowi też podstawowe źródło statystyczne jako instytucja stale śledząca aktualną sytuację na międzynarodowych rynkach paliwowych i energetycznych.
MAE nie zajmuje się energią jądrową, oprócz jej wkładu do całkowitego bilansu energetycznego i gospodarki. Tematyką energii jądrowej zajmują się Agencja Energii Jądrowej przy OECD i Międzynarodowa Agencja Energii Atomowej przy ONZ. Kraje Członkowskie MAE utrzymują całkowite rezerwy wynoszące 4 miliardy baryłek ropy naftowej, z których 1,4 miliarda jest podtrzymywane przez rządy na wypadek wystąpienia kryzysu. Duża część rezerw jest utrzymywana w postaci gotowych produktów naftowych.
Status członków MAE uzyskało 28 krajów należących do OECD, w tym kraje UE oraz Norwegia i Szwajcaria z Europy, USA i Kanada z Ameryki Płn. oraz Japonia, Korea Południowa, Australia i Nowa Zelandia.
Od 2015 roku MAE przewodniczy turecki ekonomista Fatih Birol, wybrany w 2018 na drugą kadencję.

## Kraje członkowskie MAE
| - Australia - Austria - Belgia - Czechy - Dania - Finlandia - Francja - Grecja - Hiszpania - Holandia - Irlandia - Japonia - Kanada - Korea Południowa |  | - Luksemburg - Niemcy - Norwegia - Nowa Zelandia - Polska - Portugalia - Słowacja - Stany Zjednoczone - Szwajcaria - Szwecja - Turcja - Węgry - Wielka Brytania - Włochy |

Wstąpić do tej organizacji może tylko kraj należący do OECD. Ostatnim krajem, który wstąpił do MAE, była Polska (25 września 2008). Do MAE nie należy 2 starszych członków OECD: Islandia i Meksyk oraz przyjęte do OECD w 2010 r. Chile, Izrael, Słowenia i Estonia.

## Interwencje MAE
- W 1991 roku podczas I wojny w Zatoce Perskiej
- W 2005 roku MAE zwolniła rezerwy w wysokości 2 milionów baryłek dziennie na okres miesiąca po tym, jak Huragan Katrina wpłynął na drastyczne zmniejszenie produkcji w USA.
- W 2011 roku MAE uwolniła rezerwy w wysokości 60 milionów baryłek ropy i produktów naftowych w związku z przerwaniem dostaw z ogarniętej wojną domową Libii.

## Przynależność Polski
Przynależność Polski do MAE poprzedzona wieloletnimi działaniami polegającymi m.in. na zmianach i tworzeniu nowych regulacji prawnych w celu wypełnienia wymogów MAE szczególnie w zakresie utrzymywania odpowiedniego poziomu rezerw, ograniczanie popytu itd. doprowadziła do przyjęcia Polski w poczet członków Agencji, co znacząco wpływa na podniesienie bezpieczeństwa w zakresie dostępności paliw ciekłych, ale również umożliwia Polsce udział w pracach i kształtowanie kwestii związanych z szeroko rozumianą problematyką bezpieczeństwa energetycznego/energetyki (efektywności energetycznej, wykorzystania odnawialnych źródeł energii, przeciwdziałaniu negatywnym skutkom zakłóceń w dostawach gazu ziemnego, technik czystego spalania węgla) najważniejszej organizacji międzynarodowej w tym obszarze.